# 国領水無月祭

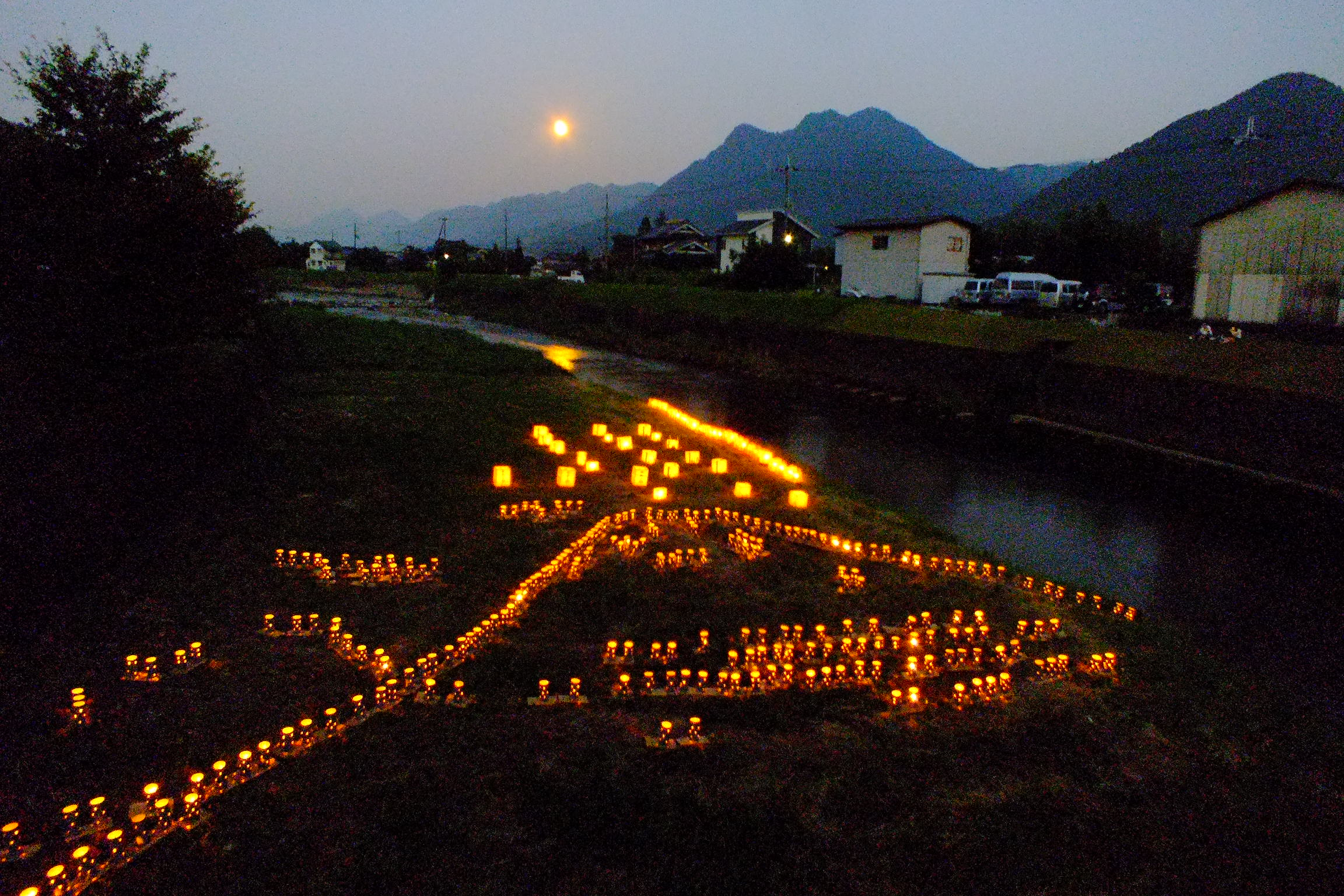
2015年国領水無月祭り、万灯流し（竹田川巡礼橋）。

国領水無月祭（こくりょうみなつきさい）は、兵庫県丹波市春日町（旧氷上郡春日町）国領で江戸時代中期から続く川裾祭。例年7月31日に行われる。

## 概要

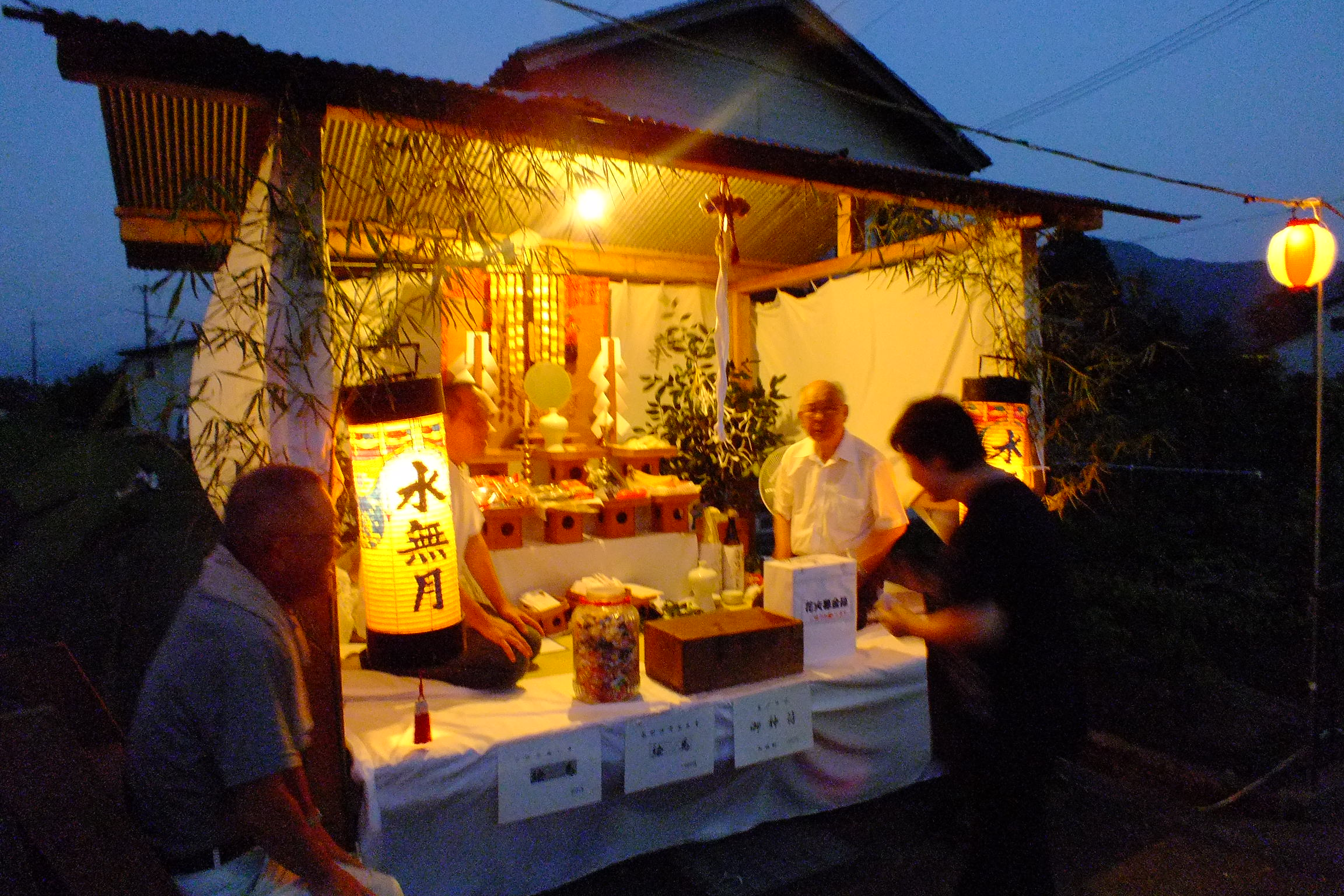
春日町国領地区竹田川周辺で行われる。

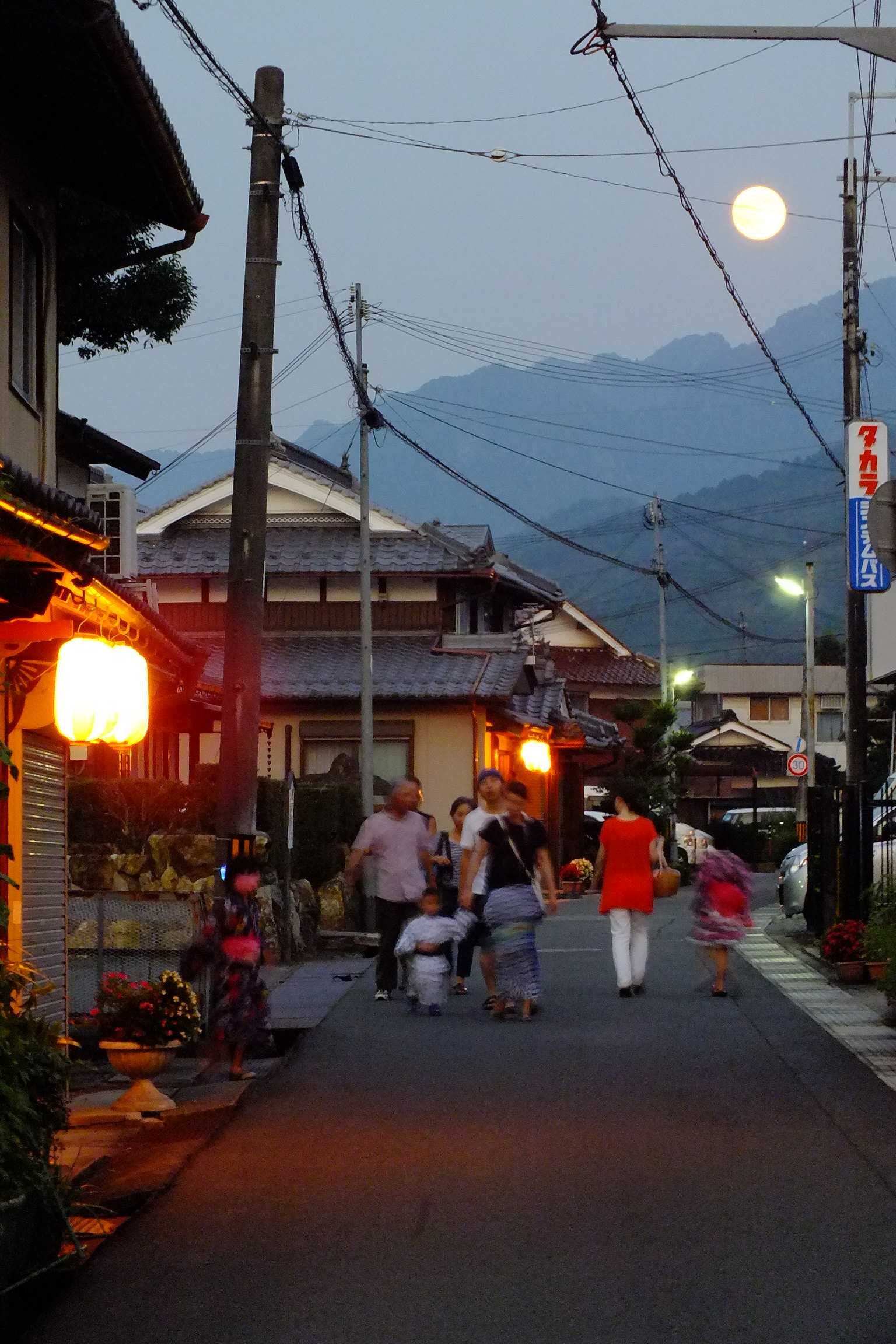
祭りの日の町の様子。

江戸時代中期より250年以上続く春日町国領地区竹田川周辺で行われてきた伝統行事である。夏には決まって疫病が発生し、現在のような画期的医療法もなかった時代にあって、人々はこの時期になると川辺に集まり神を祀り、身体を洗い清めた。太陰暦のため、現在の7月31日が1年のちょうど中間にあたるため、人々は半年間を無事に過ごせたことを感謝し、後半の半年も健やかに過ごせるようお札を授かり祈祷した。

## 行事
- 午後4時:喜寿札授与（巡礼橋水無月祭壇場）
- 午後6時:射的場
- 午後7時:万灯流し（竹田川巡礼橋）
- 午後7時と8時半:ストリートダンス
- 午後7時半:コンチャンバンド

（2015年度の場合）

## 交通アクセス
- 鉄道

JR黒井駅より路線バス野瀬行き「進修校前」下車。
- 自動車

舞鶴若狭自動車道春日インターチェンジより約8分。

## 主催
- 国領自治会・国領水無月実行委員会

### 協賛
- 丹波市商工会春日支部
- 国領商店街

## ギャラリー

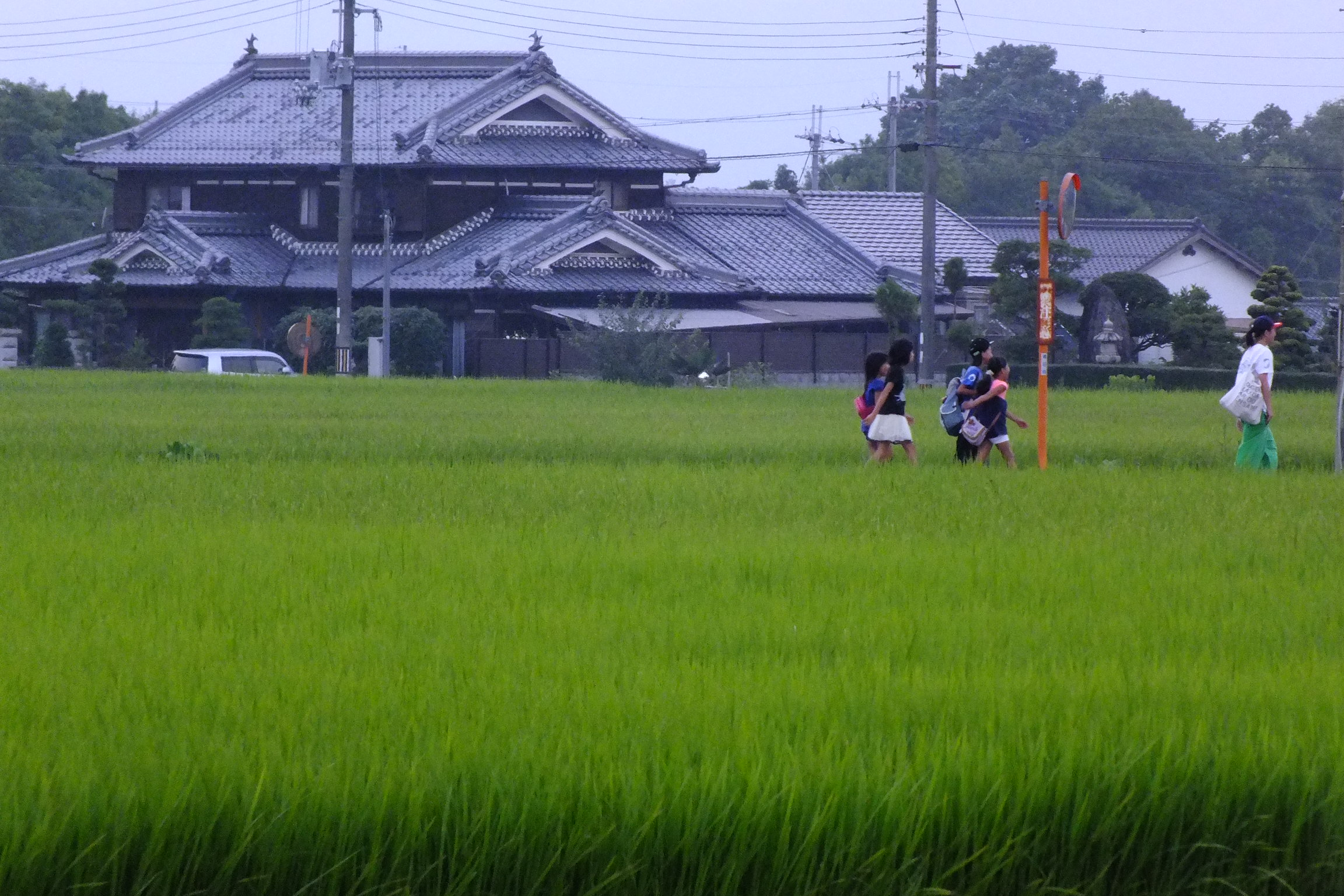
祭りに向かう人たち。
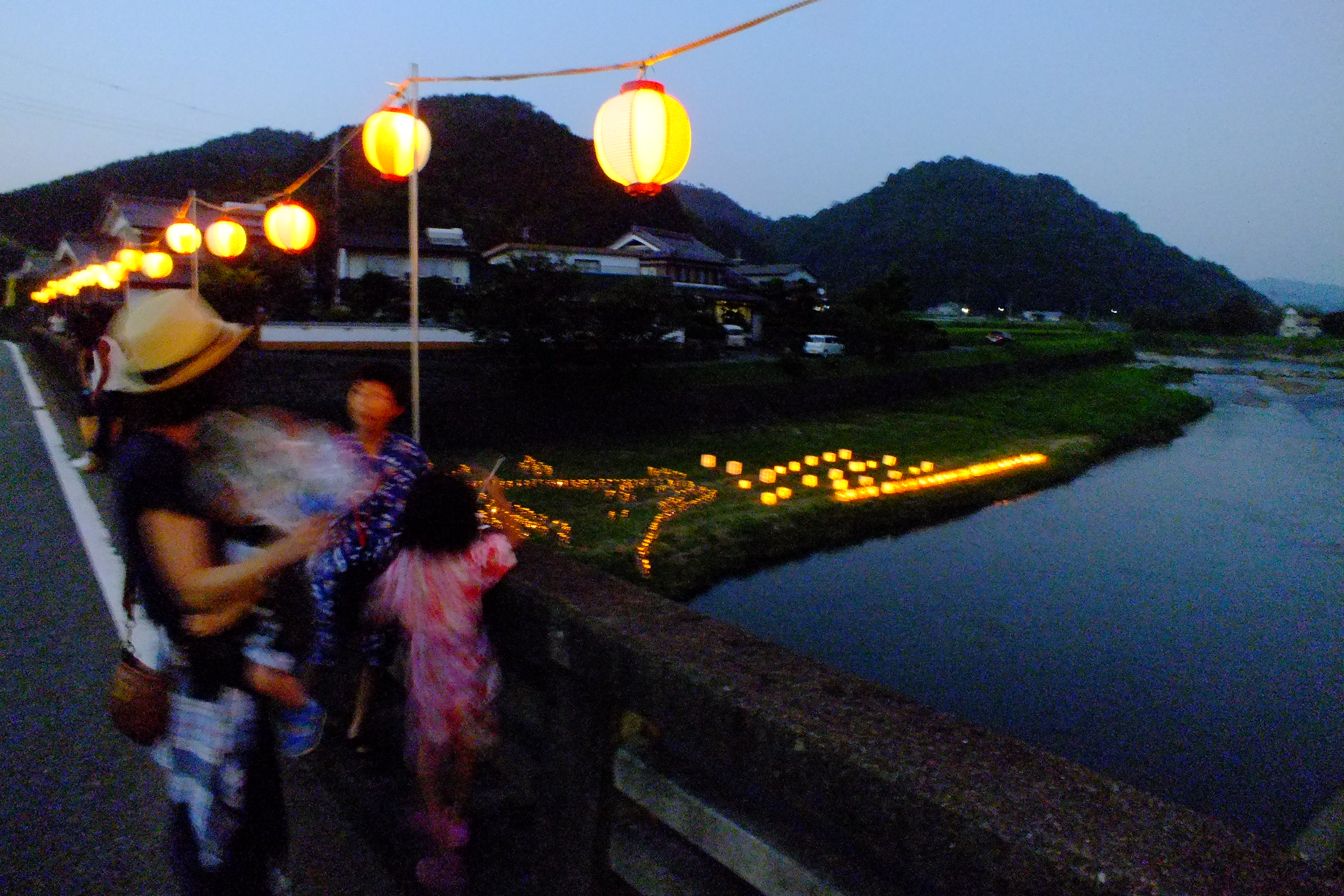
竹田川で行われる万灯流し。
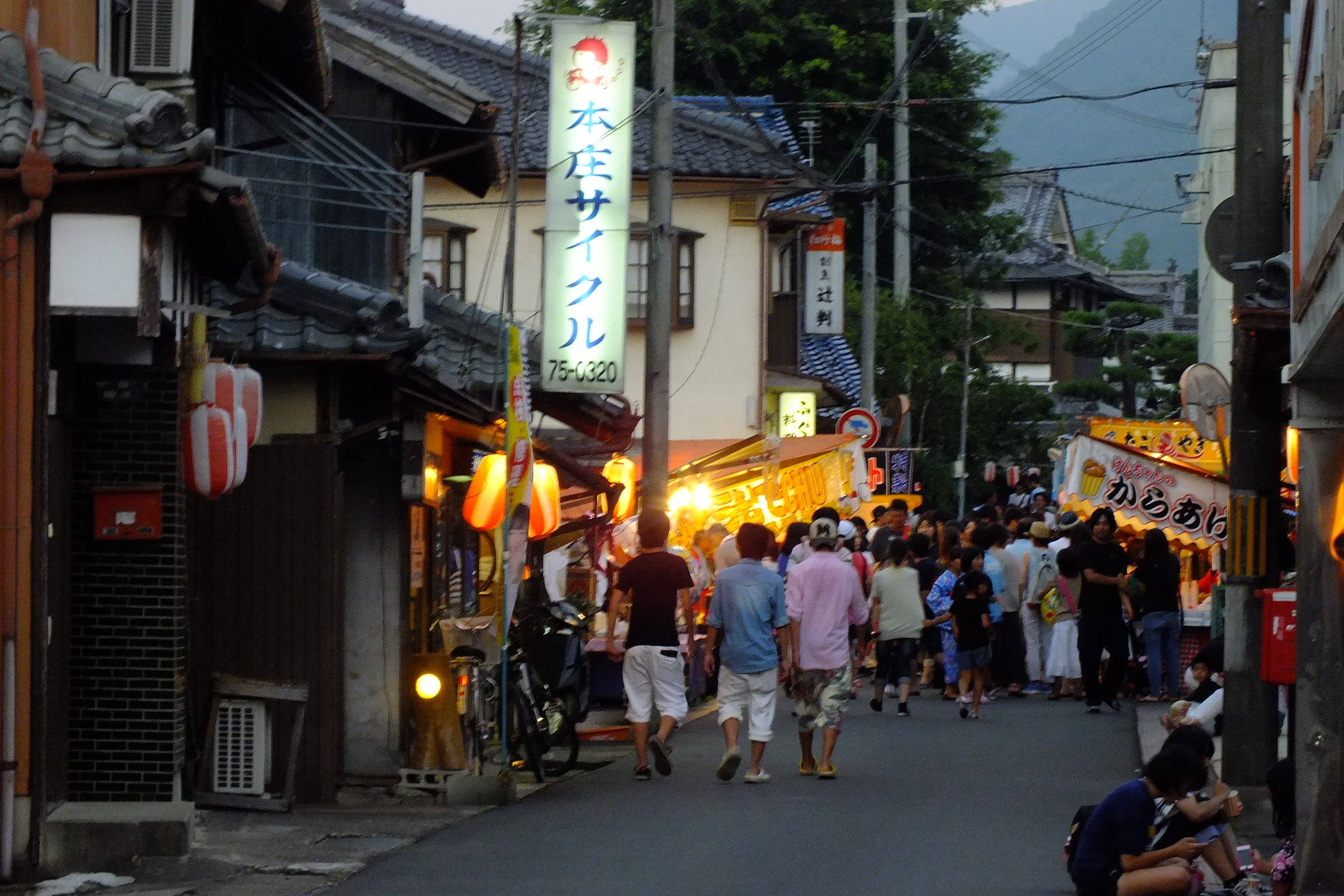
町中心部。
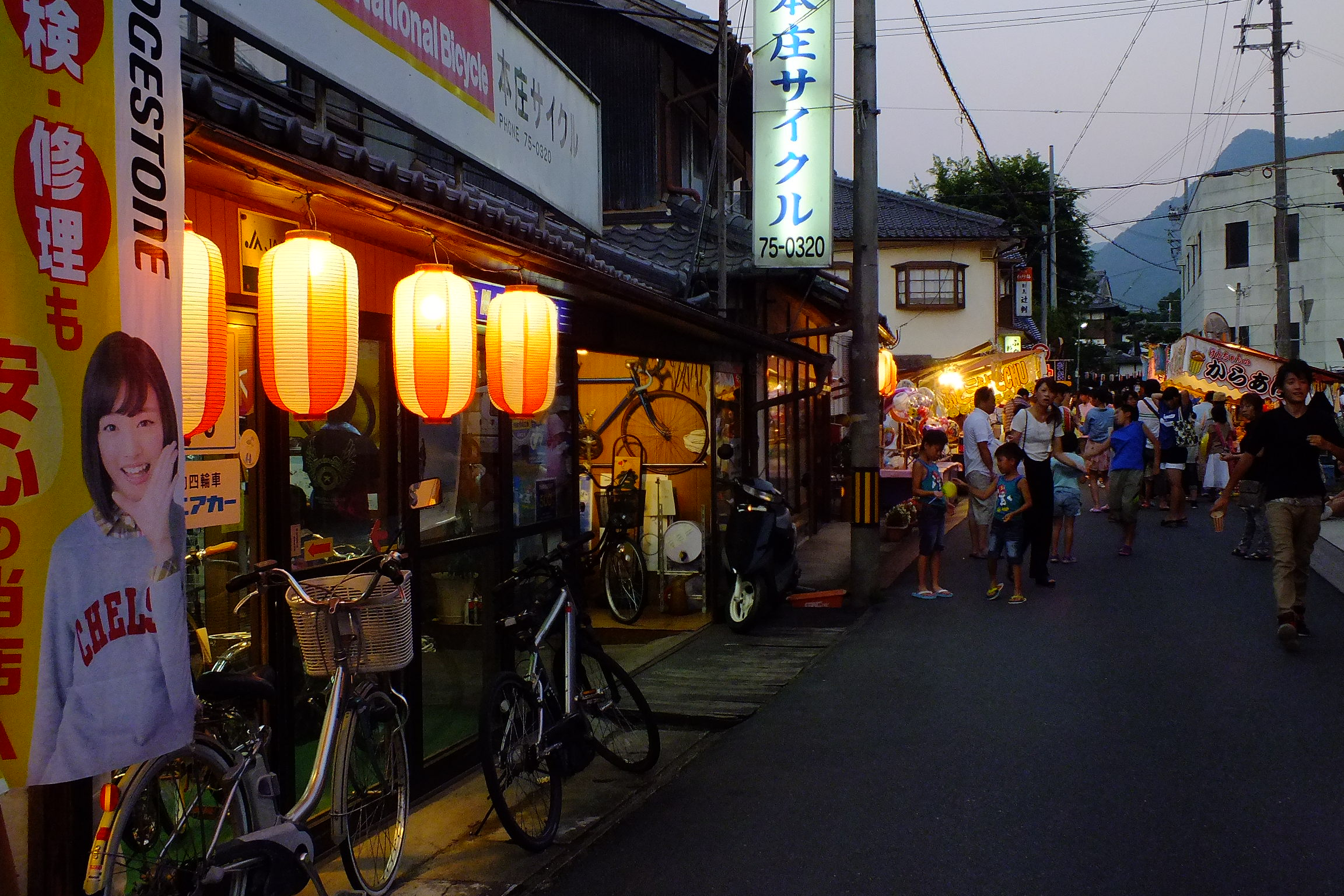
町中心部。
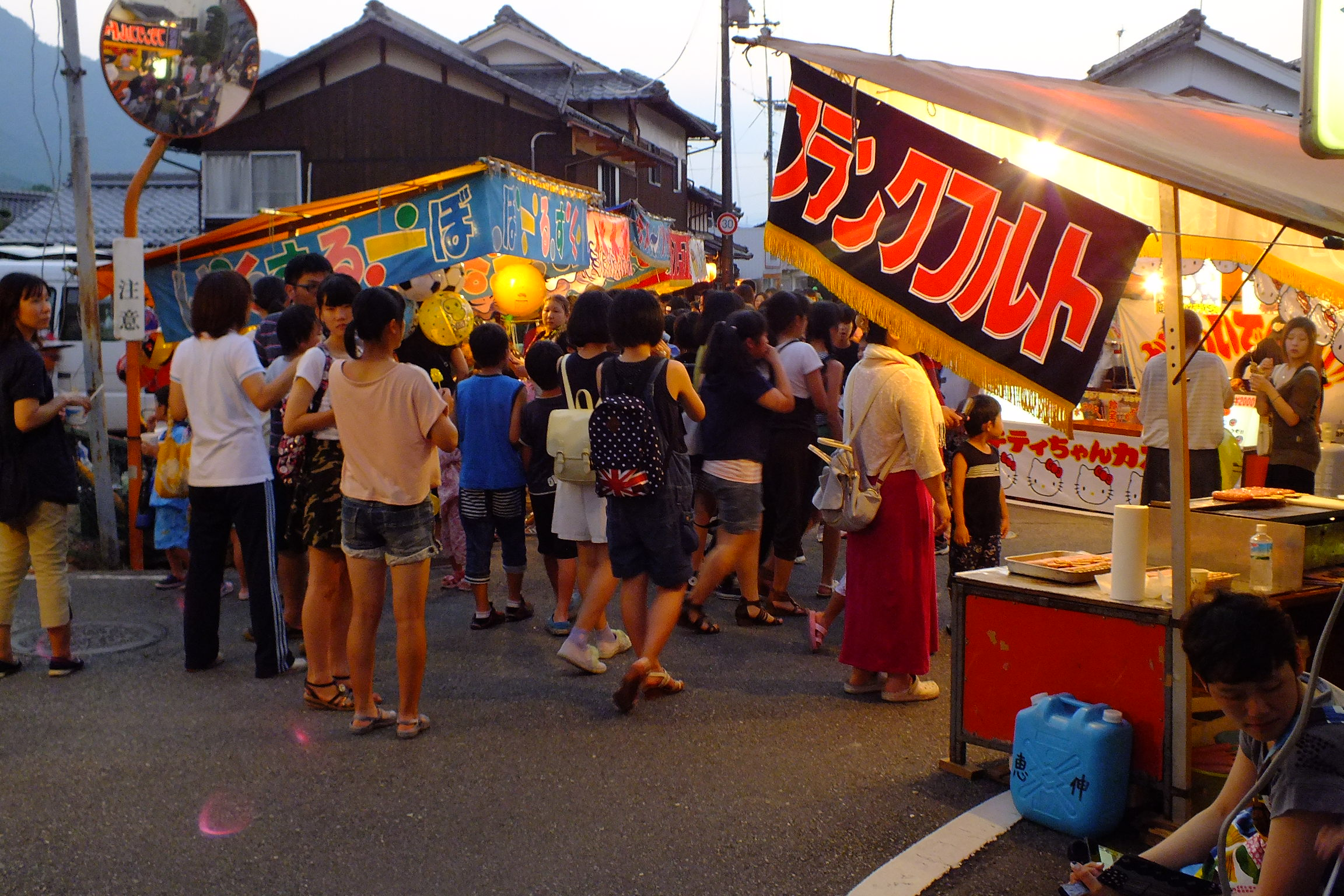
祭り会場中心部。
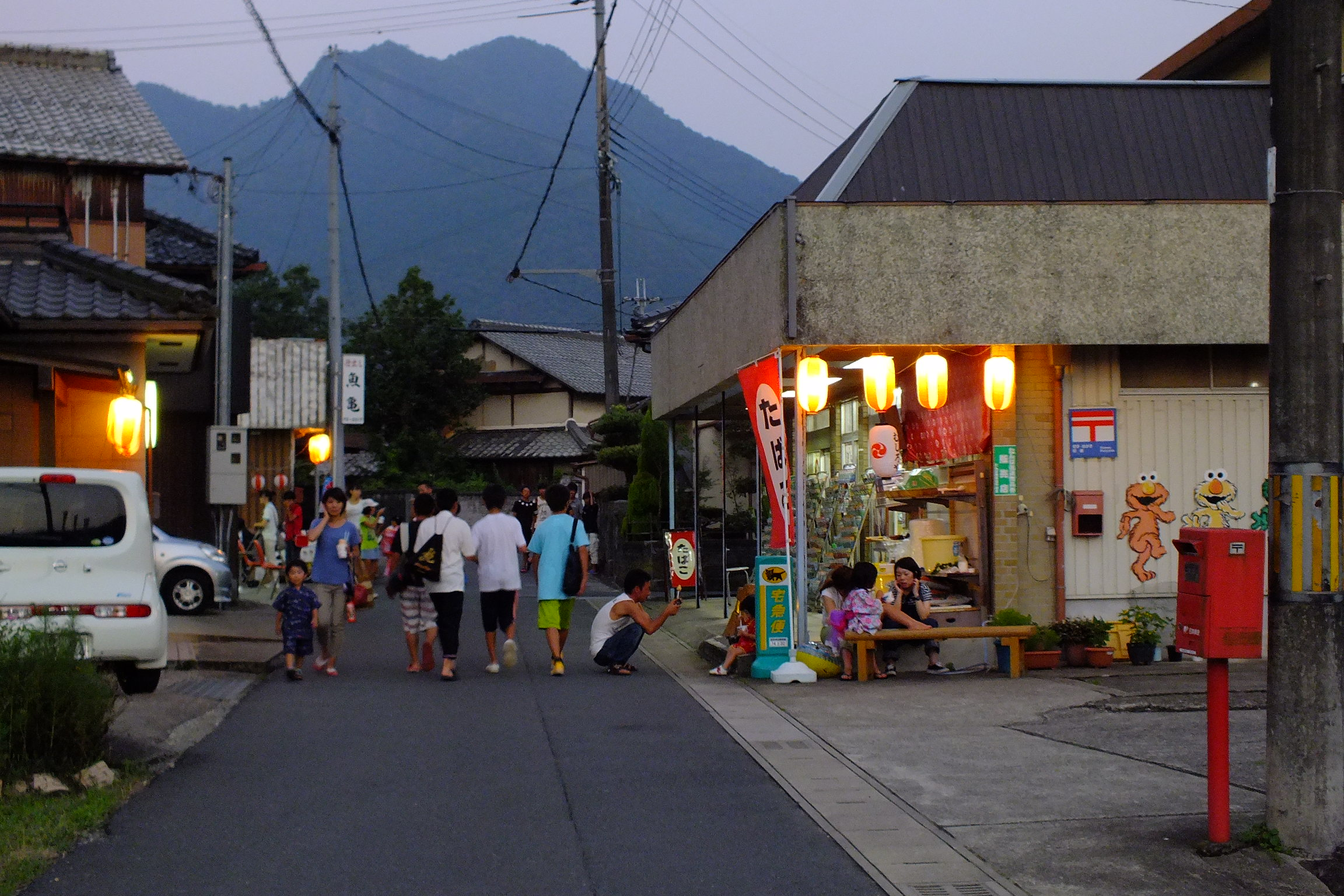
町はずれ。
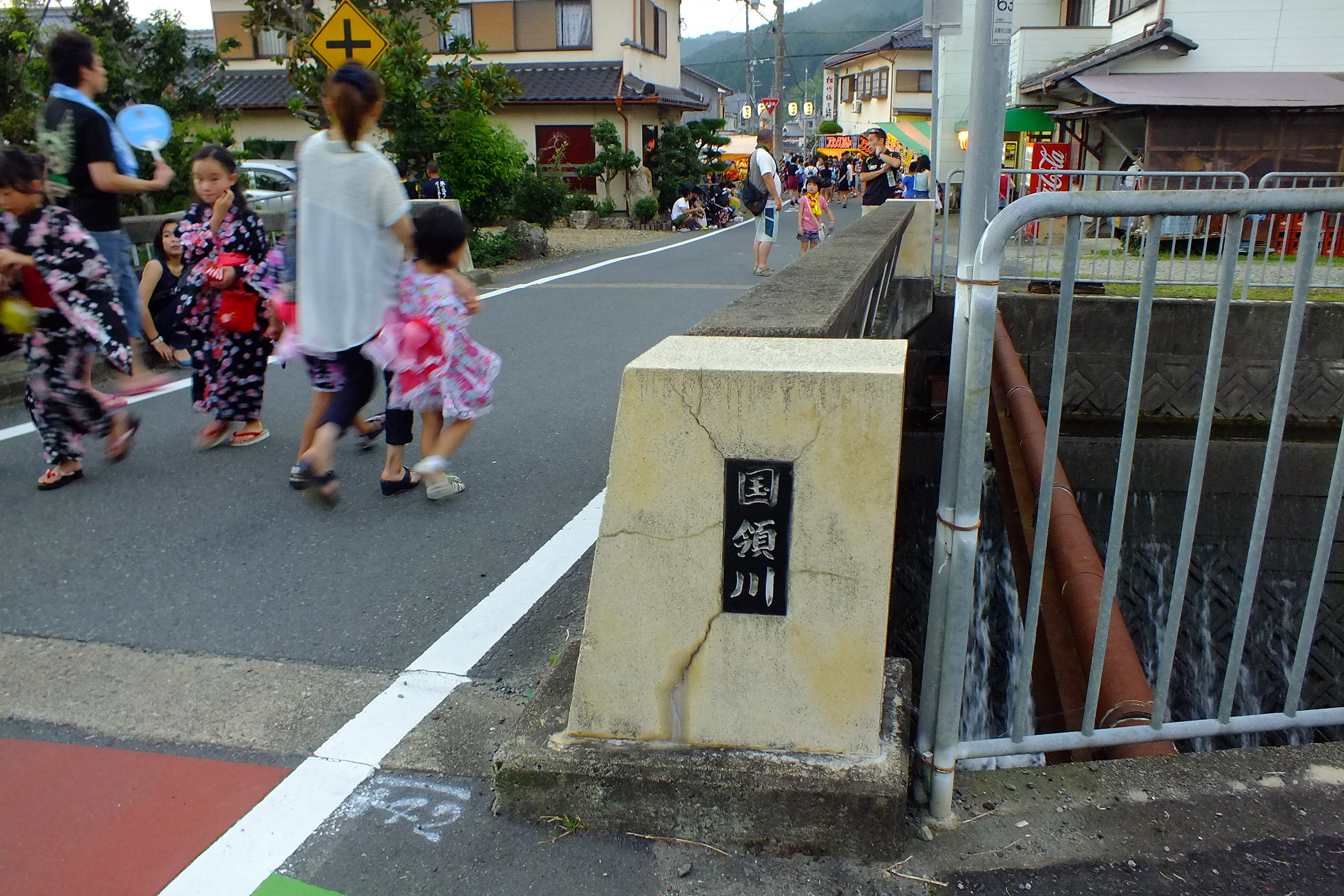
支流国領川。